# Rhabdonematales
Ordre
Les Rhabdonematales sont un ordre d'algues de l'embranchement des Bacillariophyta  et de la classe des Bacillariophyceae.

## Liste des familles
Selon AlgaeBase (26 mai 2022) :
- Grammatophoraceae Lobban & Ashworth, 2014
- Rhabdonemataceae Round & R.M.Crawford, 1990
- Tabellariaceae Kützing, 1844

## Systématique
L'ordre des Rhabdonematales a été créé en 1990 par Frank Eric Round (d) (1927–2010) et Richard Miles Crawford (d) (1941-).

## Publication originale
- Round, F.E., Crawford, R.M. & Mann, D.G. (1990). The diatoms biology and morphology of the genera.  pp. [i-ix], 1-747. Cambridge: Cambridge University Press.